# América: Un homenaje a los héroes
América: Un homenaje a los héroes fue un concierto benéfico organizado por el actor George Clooney y difundido por las cuatro principales redes de televisión de Estados Unidos a raíz del 11 de septiembre de 2001. Hecho al estilo de un teletón, aparecía un número de las recaudaciones nacionales e internacionales para las víctimas y sus familias sobre todo, pero no se limita a la Ciudad de Nueva York sino que incluye a los bomberos y oficiales de policía de los otros estados.

## Actuaciones
Entre los que participaron estuvieron Bruce Springsteen y U2, entre otros.